# キュウシュウヒメオオクワガタ
キュウシュウヒメオオクワガタ (Dorcus montivagus adachii) は甲虫目クワガタムシ科クワガタ属に属するヒメオオクワガタの1亜種である。

## 記載の経緯
九州全域（福岡県・佐賀県・長崎県・大分県・宮崎県・熊本県・鹿児島県。沖縄県を除く）に生息している高山系のクワガタムシのヒメオオクワガタの1亜種として、1987年3月発売の『月刊むし』No. 193において紹介された。それまではヒメオオクワガタとして日本全域が同一種と思われていたが、九州に生息していた個体の特徴が、本州・北海道・四国に生息しているものと異なることが発見されて、九州の個体群は亜種キュウシュウヒメオオクワガタとして記載された。

## 特徴
生息地は熊本県南部周辺が南限であるとされていたが、2007年6月に鹿児島県北部で確認できたため『くわがたマガジン』No. 37に南限更新として紹介された。
原名亜種ヒメオオクワガタ
北海道・本州（千葉県を除く）・四国
亜種キュウシュウヒメオオクワガタ
九州（沖縄県を除く）
体長はオスが32 - 52mm、メスが28 - 38mm。
体色はオス、メスともに黒色（つや消し）、外観は頭部・前胸・上翅が短く、幅が広い。光沢を欠きつや消し状。

### 原名亜種との相違点

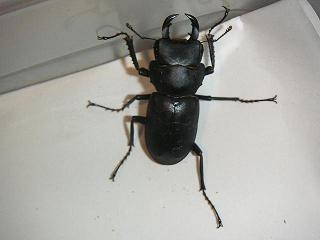
原名亜種 ヒメオオクワガタ・兵庫県産

- 頭部・前胸・上翅が短く、幅が広い。
- 光沢を欠き艶消し状。
- オスの大アゴが短い。
- オス、メスとも後足脛節の外側に棘が残っている。
原名亜種のオスにおいては外棘のない個体や痕跡のみの個体も多く見受けられる。ただこれは地理的な形質傾斜とする意見がある。

## 生態
成虫は原名亜種であるヒメオオクワガタと同じく6月中旬から10月上旬にかけて高山のヤナギ類やノリウツギなどの木々にいるのが確認されており、生態的にはほぼ同じと思われる。ただ観察例としてノリウツギやツル性の植物にいてヤナギにいなかった例もあれば、ヤナギに多数いた例が確認されているなど、ヤナギのみと言うことではなく、色々な木々に付いていてその汁を吸うものと考えられる。
原名亜種ヒメオオクワガタはヤナギ類とダケカンバを中心としたカンバ類が主なる木にいるが、ダケカンバは本州の奈良県以北及び四国の一部に植生しているだけで、九州の山地にはダケカンバは無い。このような樹種の違いもキュウシュウヒメオオクワガタの付く木々が違う理由である。

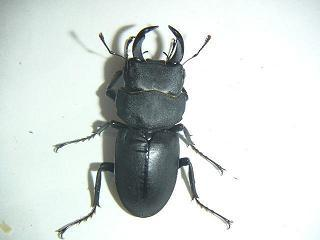
九州亜種 キュウシュウヒメオオクワガタ・熊本県産

幼虫においてはブナの倒木、立ち枯れに生息しており、これは原名亜種と同じである。